# Hasta mañana
«Hasta Mañana» es un sencillo y cuarta canción del álbum Waterloo publicada por el grupo musical sueco ABBA.

## La canción
Fue escrita y compuesta por Björn, Benny y Stig. Fue grabada el 18 de diciembre de 1973, en los estudios Metronome de Estocolmo, llamada primeramente «Who's Gonna Love You», pero de vacaciones en las Islas Canarias, Stig escuchó en la radio la frase «hasta mañana» y decidió usarla en la canción.
Cuando los integrantes de ABBA decidían que canción utilizar para el Festival de Eurovisión de 1974 estaban ante un dilema: usar un nuevo estilo de tipo roquero con «Waterloo» o seguir las costumbres con una suave balada con «Hasta Mañana». Eligieron «Waterloo» y se convirtieron en los primeros ganadores suecos del festival. 
La canción fue lanzada dos veces: en 1974, principalmente en Europa y Sudáfrica; y en 1976, solamente en Oceanía. Comúnmente era interpretada por el grupo en sus tours de 1974 y de 1975. 
En 1989 la canción llegó de nuevo a la lista de los diez primeros de Suecia, pero ahora era cantada por la banda Dansband Vikingarna. En 1976, The Boones hizo una versión de la canción que tuvo gran éxito en los Estados Unidos.

## Watch Out
Watch Out (ten cuidado) se convirtió en el acompañante de este sencillo. La canción fue escrita por Benny, Björn y Stig. La canción habla de como un hombre le dice a una chica que tenga cuidado, porque el la va a seguir hasta que ella acepte ser su pareja. la canción pertenece al álbum "Waterloo" como la pista número 9. Esta canción había sido previamente el lado B de Waterloo cuando fue lanzada como sencillo.
Otros Lados B del sencillo fueron So Long en Nueva Zelanda y Honey, Honey en Portugal.

## En español
«Hasta mañana», por su título y su sonido, fue una natural inclusión para el álbum de ABBA en español. Fue traducida por Buddy McCluskey y Mary McCluskey, y fue grabada el 7 de enero de 1980 en el estudio Polar Music. Está incluida como la pista n.º 9 del álbum Gracias por la Música; la pista n.º 9 de ABBA Oro y como tema extra en Waterloo.
Fue lanzada como sencillo promocional en Argentina en 1980, con Al andar en el lado B.

## Listas
| Lista                              | Posición |
| ---------------------------------- | -------- |
| Suecia Tio i Topp                  | 1        |
| Sudáfrica Top 20 Springbok Singles | 2        |
| Uruguay Top 20 Singles             | 2        |
| Argentina Top 20 Singles           | 4        |
| Nueva Zelanda Top 40 RIANZ Singles | 9        |
| Australia Top 50 ARIA Singles      | 16       |
| Italia Top 40 Hit Parade           | 34       |

### Listas de Fin de Año
| País          | Posición | Año  |
| ------------- | -------- | ---- |
| Nueva Zelanda | 56       | 1976 |